# CGS-15943
CGS-15943 je lek koji deluje kao potentan i selektivan antagonist adenozinskih receptora A1 i A2A, sa  od 3,3 nM na  i 21 nM na A1. On je bio jedan od prvih antagonista adenozinskog receptora koji nije derivat ksantina, već je triazolohinazolin. Konsekventno CGS-15943 ima prednost u odnosu na većinu derivata ksantina da nije inhibitor fosfodiesteraze, tako da ima specifičniji farmakološki profil. On proizvodi slične efekte sa kofeinom u životinjskim studijama, mada se većom potencijom.